# Тарчини
Тарчини (пол. Tarczyny) — село в Польщі, у гміні Лідзбарк Дзялдовського повіту Вармінсько-Мазурського воєводства.
Населення — 93 особи (2011).
У 1975-1998 роках село належало до Цехановського воєводства.

## Демографія
Демографічна структура станом на 31 березня 2011 року:
|          | Загалом | Допрацездатний вік | Працездатний вік | Постпрацездатний вік |
| -------- | ------- | ------------------ | ---------------- | -------------------- |
| Чоловіки | 55      | 20                 | 32               | 3                    |
| Жінки    | 38      | 6                  | 24               | 8                    |
| Разом    | 93      | 26                 | 56               | 11                   |